# Black (2005)
Black ist ein Hindi-Filmdrama von Sanjay Leela Bhansali aus dem Jahr 2005. Die Geschichte von Black basiert auf The Story of My Life von Helen Keller, welche mit ihren Lebenserinnerungen bereits vor Black Filme wie The Miracle Worker inspirierte.

## Handlung
Black ist die Geschichte eines Lehrers und seiner Schülerin. Debraj Sahai ist ein Lehrer für gehörlose und blinde Kinder und ist, durch seinen exzessiven Alkoholkonsum, am Ende seiner Karriere. Da erhält er von Katherine und Paul McNally den Auftrag, deren Tochter Michelle zu unterrichten. Dieser Auftrag ist gleichzeitig der letzte Ausweg für die Eltern Michelles, die die Verwahrlosung ihres Kindes aus Unsicherheit hinnehmen, bevor diese an der Behinderung ihrer Tochter brechen.
Im Haus der McNallys angekommen, beweist Sahai ungewohnte Lehrmethoden. Das Kind, dem aufgrund seiner Behinderung bislang alles nachgesehen wurde, stößt an Grenzen, die Paul McNally derart anwidern, dass er Sahai umgehend wieder entlässt. Als er auf eine zwanzigtägige Geschäftsreise gehen muss, überzeugt Sahai Mutter Katherine, ihm diese 20 Tage zu gewähren. Und tatsächlich schafft er es in Michelles schwarze Welt einzudringen und ihr die Bedeutung von Worten sowie grundlegende Verhaltensweisen beizubringen.
Jahre später ist Sahai immer noch Michelles Lehrer. Inzwischen ist die junge Dame ausreichend gebildet, dass sie auf das College gehen möchte. Immer neue Hürden lassen beide in ihrem Traum, Michelle zu graduieren, fallen. Doch beide stehen wieder auf. Da zeigt sich langsam, dass Sahais Alkoholkonsum Alzheimer forciert zu haben scheint. Nachdem Michelle, Sahai auch noch mit ihrer Weiblichkeit konfrontiert, verlässt er ihr Leben.
Eines Wintertages taucht der verwirrte Sahai am Anwesen der McNallys auf. Nunmehr ist er von Schwarz umgeben, und Michelle beschließt ihrem Lehrer das zurückzugeben, was er ihr geschenkt hat: Die Bedeutung von Worten.